# Лорд-камергер
Не плутати з Лордом великим камергером (лордом-обер-гофмейстером), який несе відповідальність за королівські справи у Вестмінстерському палаці.
Лорд-камергер або лорд-гофмейстер (англ. Lord Chamberlain, повністю англ. Lord Chamberlain of the Household) — вища посада Королівського двору Сполученого Королівства Великої Британії та Північної Ірландії.

## Повноваження
До його обов'язків належить забезпечення життя і діяльності Суверена Сполученого Королівства.
Лорд-камергер завжди дає клятву на засіданні Таємної ради, як правило, є пером.

## Історія
До 1782 року був членом Кабінету міністрів; до 1924 року посада була політичною. Вона сходить до часів середньовіччя, коли королівський камергер часто виступав представником короля в Таємній раді і парламенті..

## Сучасний стан
У наш час лорд-камергер не бере участі у політичній діяльності.